# Laurent Guerrero

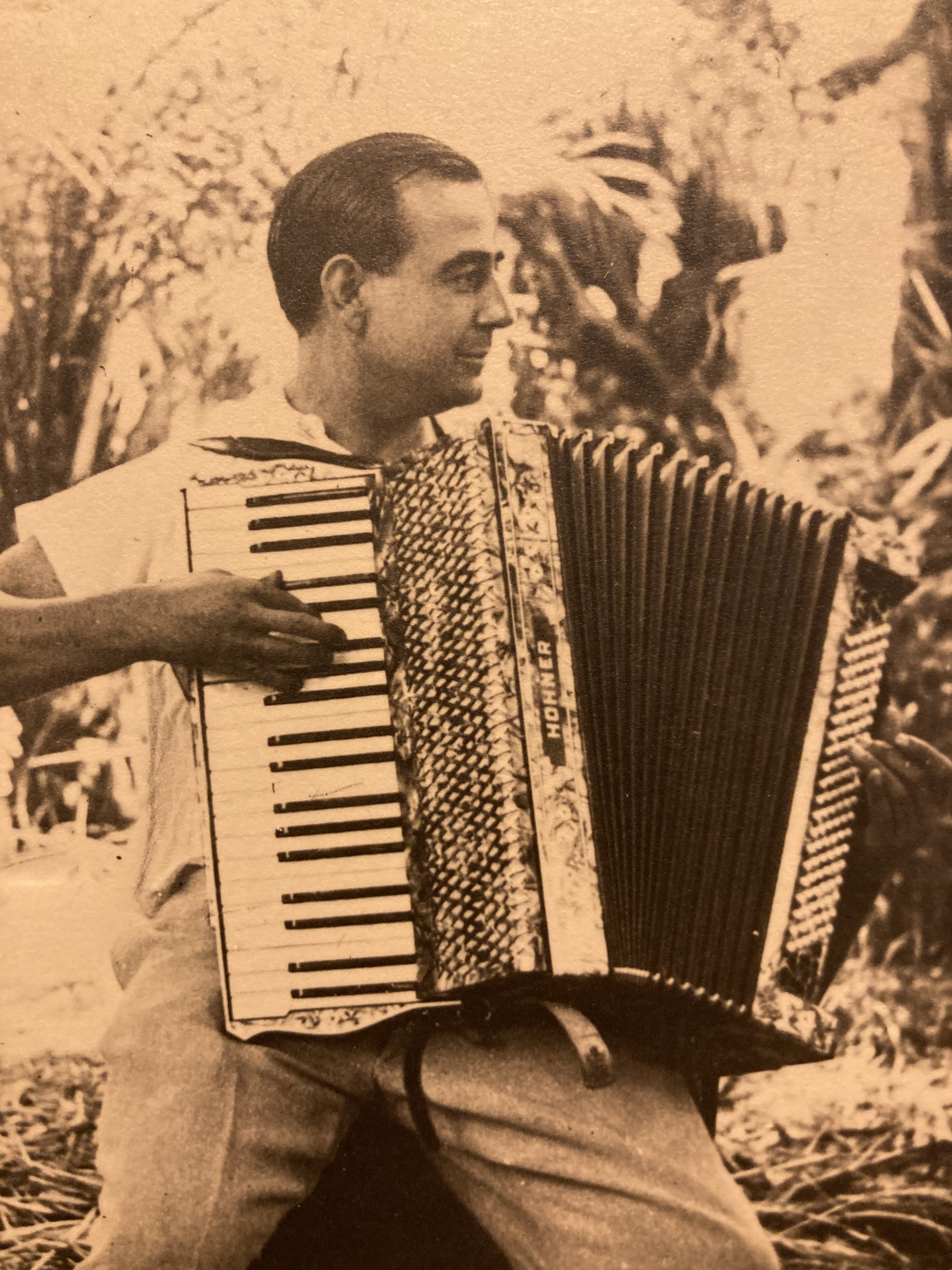
Photographie Laurent Guerrero

Laurent Guerrero, né le 4 juin 1902 à Oran en Algérie et mort le 27 octobre 1937, était un aviateur français, chef-pilote dans la Compagnie générale aéropostale durant l'Entre-deux-guerres.

## Biographie
Laurent Guerrero naît le 4 juin 1902 à Oran, au 12 de la rue Lamoricière. Ses parents sont des immigrés espagnols. Son père, Lorenzo Guerrero, plombier, est né en 1866. Sa mère, Maria del Carmen Irene Dalmedo, est née en 1874.
Il obtient son diplôme d’ingénieur des Arts et Métiers en 1920 à Cluny (Saône-et-Loire).
il se marie à Oran le 7 août 1926 avec Andrée-France Navarro.
Pilote militaire pendant six ans, Laurent Guerrero rejoint la Compagnie générale aéropostale le 17 février 1928. Il obtient :
- son brevet de pilote de transport public (n° 1 073) le 23 mars 1928 ;
- son brevet de pilote d'hydravion (n° 158) le 3 octobre 1931 ;
- son brevet de mécanicien navigant (n° 207) le 12 avril 1932 ;
- son brevet de navigateur supérieur (n° 213) le 10 juillet 1933[3].

Le Farman F. 2220 baptisé Ville de Dakar effectue le 27 septembre 1937 sa première traversée de l'Océan avec pour équipage Paul Codos, pilote, Guerrero, copilote, Salvat, navigateur, Jellade, radio, Montet, mécanicien, Louis Allègre, directeur général d'Air France et Jean Foa, directeur de l'exploitation. Lors de cette traversée Dakar-Natal, le F. 2220 établit un nouveau record de vitesse en 12 h 29 min. Avec 500 kg de courrier, le retour se fait avec le même équipage en 14 h 27 min. Entre le 5 juillet 1936 et le 2 juillet 1940, les quadrimoteurs Farman ont réalisé 290 traversées de l'Atlantique Sud aux mains des pilotes Paul Codos, Delaunay, Espitalier, Logerot, Henri Guillaumet, Guerrero, Jean Mermoz, Pichodou, Marcel Reine, Rolland et Rouchon.  

## Accidents
Le 8 mai 1936 il est victime d'une panne de moteur alors qu'il pilote le Lioré et Olivier LeO H-242 n° 10, immatriculé « F-ANQG » et baptisé « Ville de Nice ». En provenance d'Alcúdia (Majorque) et parvenu à 80 km d'Alger, sa destination, Guerrero fut obligé de se poser en mer à 14 h 52. Vers 21h 00 le paquebot El Biar put récupérer les huit occupants de l'hydravion, mais un des quatre passagers, M. Borgeau, se noya durant le transbordement. Le F-ANQG fut ensuite pris en remorque par une vedette de secours en mer, mais, très endommagé, il coula le lendemain vers 7 heures. Il totalisait tout juste 46 heures de vol. On attribua la panne de moteurs à une probable erreur de manipulation des robinets du circuit de carburant.

## Décès
Laurent Guerrero trouve la mort le 27 octobre 1937, au large de Mogador (Essaouira) au Maroc, aux commandes du Dewoitine D.333 baptisé Antarès. Il aura effectué plus d’un million de kilomètres, dont 400 000 en vol de nuit. Il a traversé 56 fois l'Atlantique Sud.

## Hommages
- Quand Laurent Guerrero disparaît en mer en octobre 1937, le F.2231 est rebaptisé Chef pilote Laurent Guerrero. Le 22 novembre 1937 avec Paul Codos comme pilote, cet avion établit un nouveau record de vitesse sur l'Atlantique Sud en reliant Paris à Buenos Aires (13 789 km) en 58 h 49 min. En 1938, le F. 2231 est transformé en avion stratosphérique puis livré à l'armée et utilisé comme avion de patrouille maritime à long rayon d'action.
- Plusieurs rues portent le nom de Laurent Guerrero, en Algérie ,à Oran,elle a été rebaptisée Avenue Chakib Arslane , au Maroc, et à Toulouse.
- Son nom a été donné à l’aérodrome de Sidi-bel-Abbès[1].